# Jerry Richardson

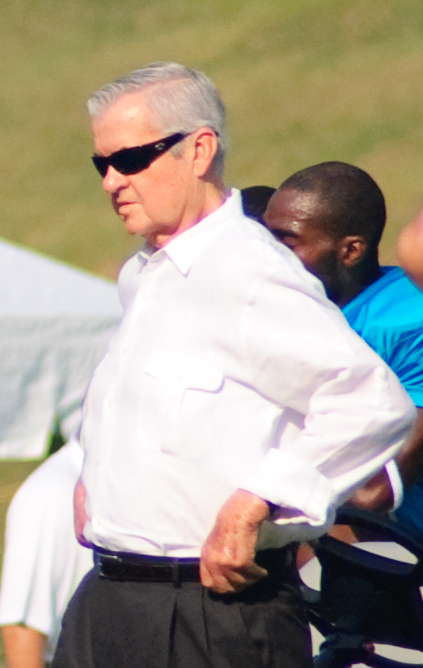
Jerry Richardson (2009)

Jerome Johnson „Jerry“ Richardson, Sr. (* 11. Juli 1936 in Spring Hope, North Carolina; † 1. März 2023 in Charlotte, North Carolina) war ein US-amerikanischer American-Football-Spieler und Besitzer des NFL-Teams Carolina Panthers. Er spielte auf der Position des Flanker und des Halfback.

## Werdegang
Jerry Richardson besuchte die Terry Sanford High School in Fayetteville. Anschließend besuchte er das Wofford-College.
Im NFL Draft 1959 wurde er von den Baltimore Colts in der dreizehnten Runde ausgewählt. Er spielte von 1959 bis 1960 bei den Baltimore Colts und gewann mit ihnen das NFL Championship Game. Seit dem 26. Oktober 1993 war er Funktionär und Besitzer des NFL-Teams Carolina Panthers, bis er das Team im Mai 2018 für etwa 2,3 Milliarden US-Dollar an David Tepper verkaufte. Er ist die einzige Person, die in die South Carolina Business Hall of Fame, North Carolina Business Hall of Fame, North Carolina Athletic Hall of Fame und in die South Carolina Athletic Hall of Fame aufgenommen wurde.